# Schloss Njaswisch

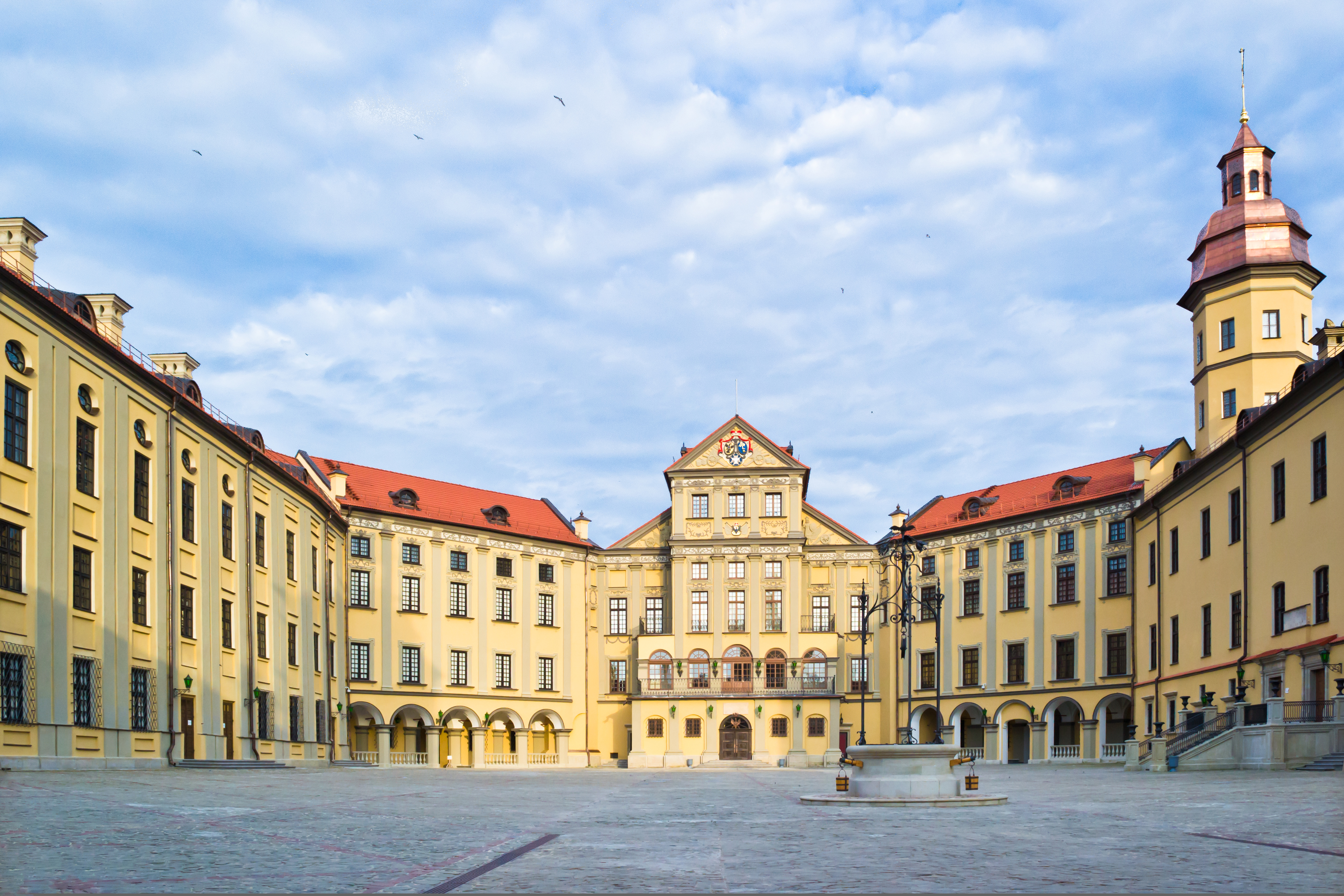
Innenhof

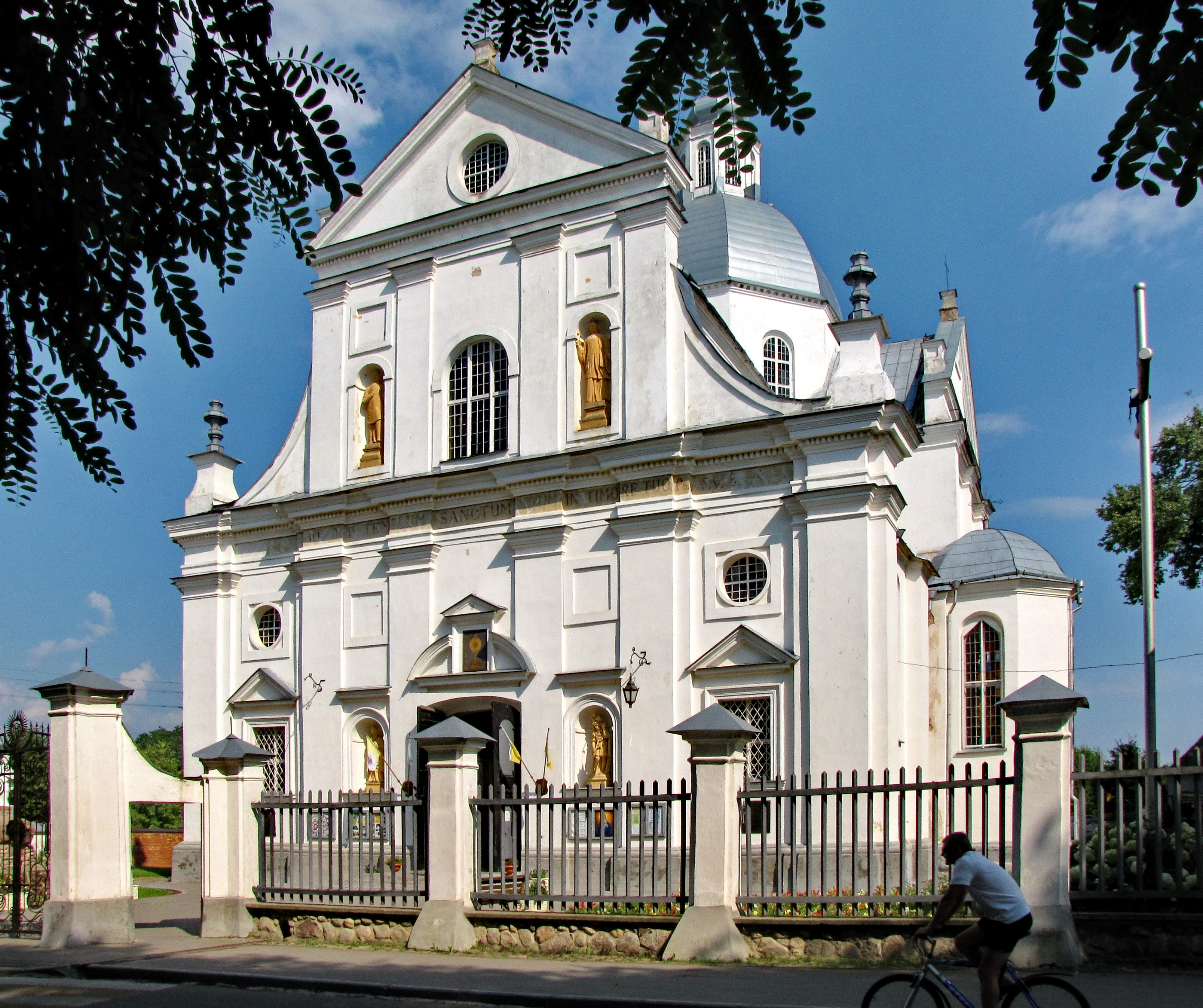
Radziwiłł-Grabkirche Corpus Christi

Schloss Njaswisch (belarussisch Нясвіжскі замак (Njaswischski samak), polnisch Zamek w Nieświeżu, russisch Несвижский замок (Neswischski samok)) ist ein Residenzschloss der Familie Radziwiłł in Njaswisch, Belarus. Es liegt auf einer Höhe von 183 Metern. Das Schloss lag bis zu der 2. Teilung Polens 1793 und von 1921 bis 1939 auf polnischem Staatsgebiet und galt als eines der schönsten polnischen Schlösser in der Region Kresy. Im Jahr 2005 wurde die Burganlage von der UNESCO als UNESCO-Welterbe gelistet.

## Geschichte
Nach dem Erlöschen der Kiszka-Familie gelangte das Anwesen 1533 in den Besitz der Magnatenfamilie Radziwiłł, als es an Mikołaj Radziwiłł Rudy und seinen Bruder Jan Radziwiłł vergeben wurde. Weil die Radziwiłłs eines der wichtigsten und reichsten Geschlechter des Großfürstentums Litauen und des Königreichs Polen waren, wurde im Jahr 1551 das litauische Archiv hierhin verlegt. Im Jahr 1582 begann Mikolaj Krzysztof „Sierotka“ Radziwiłł, Marschall von Litauen, Woiwode von Trakai, Vilnius und Kastellan von Šiauliai, mit dem Bau eines imposanten quadratisch-dreigeschossigen Schlosses. Im Jahr 1586 wurde das Anwesen in einen Familienfideikommiss umgewandelt. Nach der Union von Lublin wurde die Burg eine der wichtigsten Residenzen im zentralen Teil von Polen-Litauen.
Im Jahr 1706, während des Großen Nordischen Krieges, entließ Karl XII. seine Armeen und zerstörte die Burg und die Festungen. Einige Jahre später luden die Radziwiłłs einige deutsche und italienische Architekten ein, um die Burg zu renovieren und wesentlich zu vergrößern. Antoni Zaleski verzierte ihre gelben Fassaden mit barocker Stuckarbeit. Die Tore der Burg aus dem 16. Jahrhundert wurden auch wieder hergestellt und das zweistöckige Torhaus des Turms wurde mit einer Krone gekrönt. Zu dieser Zeit wurden die drei getrennten Gebäude, die den Innenhof umgaben, zu einem einzigen Ensemble verbunden. 1815 gelang es Anton Radziwiłł, den vom Zaren beschlagnahmten Besitz zurückzuerhalten.
Das wichtigste Bauwerk in Njaswisch war die Corpus-Christi-Kirche (errichtet 1587 bis 1603), die mit der Burg durch einen Dammgraben verbunden war. Sie enthält 72 Särge von Mitgliedern der Familie Radziwiłł, die jeweils in einem einfachen, aus Birke hergestellten Sarg bestattet wurden, der mit einem Traby-Wappen gekennzeichnet war.